# Lijst van burgemeesters van Stad Almelo
Dit is een lijst van burgemeesters van de voormalige Nederlandse gemeente Stad Almelo in de provincie Overijssel.

In 1818 is de gemeente Almelo gesplitst in deze gemeente en de gemeente Ambt Almelo;
op 1 januari 1914 zijn deze gemeente samengevoegd tot de gemeente Almelo.
| Ambtsperiode | Naam burgemeester                   | Partij of stroming | Bijzonderheden                                                                                        |
| ------------ | ----------------------------------- | ------------------ | --- |
| 1818 - 1821  | mr. Hendrik Jan Raedt               |                    | |
| 1818 - 1844  | mr. Jacobus van Riemsdijk           |                    | was burgemeester van de ongedeelde gemeente Almelo                                                    |
| 1821 - 1822  | L.E. Hofkes                         |                    | |
| 1822 - 1825  | mr. J.H. Warnaars                   |                    | |
| 1844 - 1864  | mr. Arnold Marc Dikkers (1816-1880) |                    | |
| 1864 - 1873  | Cornelis Farret                     |                    | vh. onder andere burgemeester van Amerongen en Leersum                                                |
| 1873 - 1894  | J.J. Boelen                         |                    | |
| 1894 - 1905  | Eelse Alles Kingma                  |                    | vh. burgemeester van Wildervank                                                                       |
| 1906 - 1911  | Eduard Jacobs                       |                    | vh. burgemeester van Lonneker                                                                         |
| 1911 - 1913  | Dirk Rudolph Wijckerheld Bisdom     |                    | vh. burgemeester van Kortgene en Barendrecht, later burgemeester van de nieuwgevormde gemeente Almelo |